# Vincent Kympat
Vincent Kympat (* 17. Dezember 1946 in Mawsutong, Tluh, Indien; † 30. Juli 2011 in Jowai, Indien) war römisch-katholischer Bischof von Jowai.

## Leben
Vincent Kympat studierte von 1969 bis 1976 Philosophie am Christ King College in Shillong und Katholische Theologie am Sacred Heart Seminary in Poonamallee, Tamil Nadu, und empfing am 23. Januar 1977 die Priesterweihe. Er wurde in das Erzbistum Shillong inkardiniert und war als Pfarrer und Leiter des Catechists Training Centre in Marbisu (1977/78) und Jowai (1983/86) tätig. An der Päpstlichen Universität der Salesianer in Rom absolvierte er von 1986 bis 1989 ein Promotionsstudium in Erziehungswissenschaften und Katechismus. Während dieser Zeit übernahm er Urlaubsvertretungen in Ramstein und Landstuhl. 1989 wurde er Pfarrer in Jowai. Von 1993 bis 1996 war er Rektor des Christ King College in Shillong sowie Gastprofessor am Oriens Theological College and Sacred Heard Theological College. Er war von 1996 bis 2005 Direktor des Laity Formation Center in Shillong. 2005 bis 2006 war er Direktor des Rympei ki Paidbah.
2006 wurde er von Papst Benedikt XVI. zum ersten Bischof des Bistums Jowai in Nordost-Indien in der Erzdiözese Shillong ernannt. Die Bischofsweihe spendete ihm Erzbischof Pedro López Quintana, Apostolischer Nuntius in Indien; Mitkonsekratoren waren Dominic Jala SDB, Erzbischof von Shillong, und Joseph Mittathany, Erzbischof von Imphal.
Vincent Kympat verstarb im Stadtkrankenhaus von Jowai.